# Зухвалість
Зухва́лість, зухва́льство (англ. impertinence) — негативна риса характеру, в релігії — гріх. Безманерне втручання чи твердження. Протилежність сором'язливості, м'якості.

## Соціальні прояви
Може проявлятися у зухвалій «хоробрості» чи «сміливості», зухвалих вчинках — поглядах, дотиках, словах, зухвалій поведінці з підлеглими чи колегами, зухвалому насильництві, зухвалому одязі, зухвалому мовленні, зухвалому ігноруванні інших і т. д.

## Кримінальна зухвалість
Особлива зухвалість, як кваліфікуюча ознака злісного хуліганства проявляється в діях, що відзначаються особливою нахабністю, грубістю. На ступінь зухвалості хуліганства впливають форма хуліганських дій та їх тривалість.